# 仁安醫院
仁安醫院（英語：Union Hospital），位於香港新界沙田區大圍富健街18號，是新界東首間私家醫院，由恒基兆業集團策劃發展，於1994年6月22日投入服務，於1995年7月1日正式開幕。仁安醫院是香港少數提供急診服務的私家醫院之一。
本院每日均設有免費穿梭巴士往來大圍站至本院正門。

## 建築
仁安醫院分兩期落成，第一期的面積為27,756平方米，耗資逾4億港元，工程包括一座樓高7層的醫院大樓，其中4層為設有200張病床的病房，一座樓高3層的醫務中心、一座24層高的員工宿舍及低層停車場。第二期的擴建工程在醫院大樓上增建4層新樓層，增設共107張病床，並提供微創中心、日間護理中心、外科病房及豪華私家病房等，於2006年竣工，耗資2億1,000萬港元。
2015年，針對香港私家醫院業界服務供不應求，仁安醫院計劃在停車場位置興建一座樓高30層至36層的大樓，屆時病牀數目將會由現時的330張增加至最多580張。

## 服務
仁安醫院所提供的服務包括急診室、普通門診、專科門診及專科中心、保健中心及健康檢查服務、微創及一般手術、住院服務、醫療診斷服務、其他醫療服務及分科診所（分別位於馬鞍山、將軍澳、白石角科學園及荃灣眾安街）。範疇包括輔助生育科、心臟科、牙科、皮膚科、耳鼻喉科、婦科、內科、腎科、神經外科、婦產科、腫瘤科、眼科、骨科、兒科、心理衛生科、呼吸系統科、風濕科、外科和泌尿科。

### 新界區專線小巴68K線（特別班次）
- 大圍站 → 仁安醫院（晨早上課日特別班次）

## 院長
- 李繼堯醫生：1996年至今

## 外部連結
- 官方网站